# Pseudocalamobius talianus
Pseudocalamobius talianus là một loài bọ cánh cứng trong họ Cerambycidae.